# Station Saint-Jacut-les-Pins
Station St Jacut-les-Pins is een spoorwegstation in de Franse gemeente Saint-Jacut-les-Pins. Het station is gesloten.